# 滨海拉福特
滨海拉福特（法語：La Faute-sur-Mer，法語發音：[la fot syʁ mɛʁ]）是法国卢瓦尔河地区大区旺代省的一个市镇，属于莱萨布勒多洛讷区。

## 地理
滨海拉福特（46°19'55"N, 1°19'22"W）面积6.94 平方千米，位于法国卢瓦尔河地区大区旺代省，该省份为法国西部沿海省份，北起大西洋卢瓦尔省和曼恩-卢瓦尔省，西临大西洋，南至滨海夏朗德省，东部及东南部与德塞夫勒省接壤。
与滨海拉福特接壤的市镇（或旧市镇、城区）包括：滨海莱吉永、格吕、滨海拉特朗什。

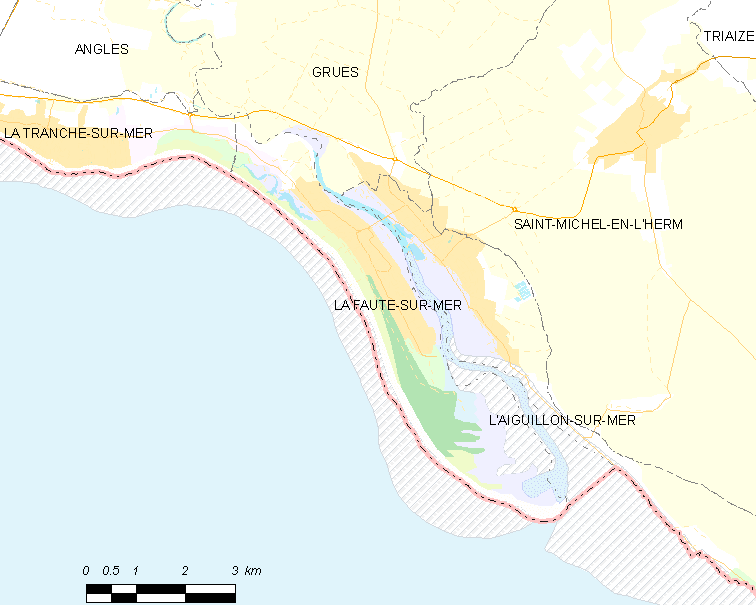
滨海拉福特的OSM定位图

滨海拉福特的时区为UTC+01:00、UTC+02:00（夏令时）。

## 行政
滨海拉福特的邮政编码为85460，INSEE市镇编码为85307。

## 政治
滨海拉福特所属的省级选区为莱河畔马勒伊-迪赛县。

## 人口

1962-2008年间滨海拉福特人口变化图示

滨海拉福特于2019年1月1日时的人口数量为665人。